# Matheus Antunes Ribeiro
Matheus Ribeiro (Erechim, Brasil, 23 de octubre de 1993) es un futbolista brasileño. Juega como defensa y su equipo actual es el CRB del Campeonato Brasileño de Serie B.

## Clubes
| Club                 | País   | Año           |
| -------------------- | ------ | ------------- |
| Juventude            | Brasil | 2012-2013     |
| União Frederiquense  | Brasil | 2014          |
| Ypiranga-RS          | Brasil | 2014-2015     |
| Atlético Paranaense  | Brasil | 2015          |
| Atlético Goianiense  | Brasil | 2015-2016     |
| Santos               | Brasil | 2017-2020     |
| Puebla (cesión)      | México | 2018          |
| Figueirense (cesión) | Brasil | 2018          |
| Chapecoense (cesión) | Brasil | 2020          |
| Chapecoense          | Brasil | 2021          |
| Avaí                 | Brasil | 2022          |
| Vasco da Gama        | Brasil | 2022          |
| CRB                  | Brasil | 2023-presente |

## Palmarés

### Campeonatos nacionales
| Título  | Club                | País   | Año  |
| ------- | ------------------- | ------ | ---- |
| Serie B | Atlético Goianiense | Brasil | 2016 |
| Serie B | Chapecoense         | Brasil | 2020 |

### Campeonatos regionales
| Título                 | Club        | Estado         | Año  |
| ---------------------- | ----------- | -------------- | ---- |
| Campeonato Catarinense | Chapecoense | Santa Catarina | 2020 |
| Campeonato Alagoano    | CRB         | Alagoas        | 2023 |
| Campeonato Alagoano    | CRB         | Alagoas        | 2024 |
| Campeonato Alagoano    | CRB         | Alagoas        | 2025 |